# Associazione Calcio Mantova 1946-1947
Questa voce raccoglie le informazioni riguardanti l'Associazione Calcio Mantova nelle competizioni ufficiali della stagione 1946-1947.

## Stagione
Nella stagione 1946-47 si torna a fare sul serio. Dopo la guerra il calcio italiano si rimette ufficialmente in moto. L'ACM ha inFederico Cocconi presidente e Learco Guerra vice nuovo direttivo. L'allenatore è Renato Bodini che non nasconde le ambizioni della squadra biancoceleste, ma i risultati sono inferiori alle attese. Sarà costretto a lasciare. 
Dopo un breve periodo di conduzione affidata al mediocentro Lino Taioli, ancora validissimo in campo a dispetto dell'età, il Mantova torna a Guglielmo Reggiani. Il vecchio condottiero conquista dieci vittorie e riporta a galla il Mantova, ottavo posto finale con 42 punti.

## Rosa
| N. |                   | Ruolo | Calciatore          |
| -- | ----------------- | ----- | ------------------- |
|    | Italia (bandiera) | C     | Giovanni Abba       |
|    | Italia (bandiera) | C     | Adeonte Buscaglione |
|    | Italia (bandiera) | C     | Giovanni Casali     |
|    | Italia (bandiera) | P     | Renzo Cavallina     |
|    | Italia (bandiera) | A     | Carlo Confalonieri  |
|    | Italia (bandiera) | C     | Benigno De Grandi   |
|    | Italia (bandiera) | P     | Nevio Ferrari       |
|    | Italia (bandiera) | C     | Giancarlo Forlani   |
|    | Italia (bandiera) | A     | Ermanno Frattini    |
|    | Italia (bandiera) | A     | Piero Gola          |
|    | Italia (bandiera) | D     | Amedeo Grossi       |
|    | Italia (bandiera) | A     | Giuseppe Madini     |

| N. |                      | Ruolo | Calciatore         |
| -- | -------------------- | ----- | ------------------ |
|    | Italia (bandiera)    | A     | Giovanni Margonari |
|    | Italia (bandiera)    | D     | Augusto Mazzucato  |
|    | Italia (bandiera)    | P     | Sergio Morselli    |
|    | Italia (bandiera)    | A     | Ettore Perani      |
|    | Italia (bandiera)    | D     | Eraldo Pezzini     |
|    | Italia (bandiera)    | A     | Bruno Porcelli     |
|    | Venezuela (bandiera) | C     | Lino Taioli        |
|    | Italia (bandiera)    | C     | Mario Tommaseo     |
|    | Italia (bandiera)    | A     | Silvano Trevisani  |
|    | Italia (bandiera)    | A     | Iramo Vanz         |
|    | Italia (bandiera)    | D     | Luigi Visintainer  |
|    | Italia (bandiera)    | C     | Antonio Vismara    |

## Risultati

### Serie B (girone B)

#### Girone di andata
| Arbitro: | Valsecchi (Milano) |

|                  |           |           |
| Confalonieri 20’ | Marcatori | 12’ Conti |

| Arbitro: | Arietti (Siena) |

|                        |           |            |
| Rambaldi 86’ Spini 88’ | Marcatori | 18’ Madini |

| Arbitro: | Piemonte (Monfalcone) |

|            |           |          |
| Madini 14’ | Marcatori | 18’ Loni |

| Arbitro: | Venutti (Trieste) |

|                         |           |               |
| Baradel 74’ Zanollo 77’ | Marcatori | 34’ Margonari |

| Mantova 20 ottobre 1946 5ª giornata | Mantova           | 0 – 0 | Suzzara | Stadio John Robert Nation\| Arbitro: \| Caprioli (Varese) \| |
| Arbitro:                            | Caprioli (Varese) |       |         |                                                              |

| Arbitro: | Milanone (Biella) |

|            |           |              |
| Barera 78’ | Marcatori | 84’ Frattini |

| Arbitro: | Zavattaro (Casale Monferrato) |

|               |           |  |
| Trevisani 14’ | Marcatori |  |

| Padova 10 novembre 1946 8ª giornata                                    | Pro Gorizia | 2 – 1        | Mantova | Stadio Silvio Appiani |
| \| \| \| \| \| Dreossi 85’ Zanolla 88’ \| Marcatori \| 5’ Margonari \| |             |              |         |                       |
|                                                                        |             |              |         |                       |
| Dreossi 85’ Zanolla 88’                                                | Marcatori   | 5’ Margonari |         |                       |

| Mantova 17 novembre 1946 9ª giornata          | Mantova   | 1 – 0 | Empoli | Stadio John Robert Nation |
| \| \| \| \| \| Tommaseo 5’ \| Marcatori \| \| |           |       |        |                           |
|                                               |           |       |        |                           |
| Tommaseo 5’                                   | Marcatori |       |        |                           |

| Mantova 24 novembre 1946 10ª giornata | Mantova        | 0 – 0 | Reggiana | Stadio John Robert Nation\| Arbitro: \| Sorbi (Genova) \| |
| Arbitro:                              | Sorbi (Genova) |       |          |                                                           |

| Ferrara 30 novembre 1946 11ª giornata | SPAL           | 0 – 0 | Mantova | Stadio Comunale\| Arbitro: \| Pera (Firenze) \| |
| Arbitro:                              | Pera (Firenze) |       |         |                                                 |

| Arbitro: | Massironi (Milano) |

|              |           |  |
| Frattini 33’ | Marcatori |  |

| 14 dicembre 1946 13ª giornata |  | – Turno di riposo |  |  |

| Mestre 21 dicembre 1946 14ª giornata                                                 | Mestrina  | 4 – 1    | Mantova | Stadio Francesco Baracca |
| \| \| \| \| \| De Lazzari 8’ 65’ 68’ (rig.) Bertolin 81’ \| Marcatori \| 87’ Vanz \| |           |          |         |                          |
|                                                                                      |           |          |         |                          |
| De Lazzari 8’ 65’ 68’ (rig.) Bertolin 81’                                            | Marcatori | 87’ Vanz |         |                          |

| Arbitro: | Marchetti (Milano) |

|              |           |             |
| Frattini 61’ | Marcatori | 19’ Cortini |

| Arbitro: | Franzi (Vercelli) |

|                                |           |               |
| Bronzoni 26’ Taioli 39’ (aut.) | Marcatori | 51’ Margonari |

| Arbitro: | Fortina (Novara) |

|                      |           |  |
| Confalonieri 69’ 80’ | Marcatori |  |

| Arbitro: | Grassetto (Padova) |

|                                                 |           |  |
| Costa 13’ Pravisano 32’ Obuel 66’ D'Odorico 88’ | Marcatori |  |

| Padova 19 gennaio 1947 19ª giornata                                              | Padova    | 3 – 1        | Mantova | Stadio Silvio Appiani |
| \| \| \| \| \| Adcock 19’ Colaussi 41’ Fiore 66’ \| Marcatori \| 11’ Frattini \| |           |              |         |                       |
|                                                                                  |           |              |         |                       |
| Adcock 19’ Colaussi 41’ Fiore 66’                                                | Marcatori | 11’ Frattini |         |                       |

| Mantova 26 gennaio 1947 20ª giornata | Mantova          | 0 – 0 | Piacenza | Stadio John Robert Nation\| Arbitro: \| Tibaldi (Savona) \| |
| Arbitro:                             | Tibaldi (Savona) |       |          |                                                             |

| Arbitro: | Cecconi (Padova) |

|  |           |              |
|  | Marcatori | 4’ Trevisani |

#### Girone di ritorno
| Arbitro: | Barbieri (Milano) |

|                                                     |           |  |
| Conti 17’, 88’ Miniati 20’ Rosellini 53’ Giusti 60’ | Marcatori |  |

| Arbitro: | Caprioli (Varese) |

|               |           |  |
| Margonari 82’ | Marcatori |  |

| Arbitro: | Moratelli (Bologna) |

|                                      |           |             |
| Torriani 26’ Braccianti 73’ Loni 78’ | Marcatori | 53’ Forlani |

| Arbitro: | Zavattaro (Casale Monferrato) |

|                               |           |          |
| Trevisani 5’ Confalonieri 19’ | Marcatori | 8’ Ruzza |

| Arbitro: | Marchetti (Milano) |

|                                         |           |             |
| Porcelli 11’, 12’, 64’, 89’ Forlani 40’ | Marcatori | 45’ Zanollo |

| Suzzara 16 marzo 1947 26ª giornata | Suzzara           | 0 – 0 | Mantova | Campo Sportivo Comunale\| Arbitro: \| Bernardi (Savona) \| |
| Arbitro:                           | Bernardi (Savona) |       |         |                                                            |

| Arbitro: | Canavesio (Torino) |

|                          |           |            |
| Porcelli 50’ Forlani 83’ | Marcatori | 58’ Barera |

| Verona 30 marzo 1947 28ª giornata | Verona               | 0 – 0 | Mantova | Vecchio Bentegodi\| Arbitro: \| Stampacchia (Napoli) \| |
| Arbitro:                          | Stampacchia (Napoli) |       |         |                                                         |

| Arbitro: | Gemini (Roma) |

|                                         |           |              |
| Sega 27’ Lodi 46’, 85’ Tessaro 61’, 74’ | Marcatori | 22’ Porcelli |

| Arbitro: | Pignataro (Torino) |

|                   |           |  |
| Trevisani 43’ 68’ | Marcatori |  |

| Arbitro: | Malingher (Roma) |

|            |           |  |
| Freschi 9’ | Marcatori |  |

| Arbitro: | Picasso (Milano) |

|  |           |                          |
|  | Marcatori | 34’ Forlani 37’ Porcelli |

| Arbitro: | Savio (Torino) |

|                         |           |               |
| Porcelli 47’ 79’ (rig.) | Marcatori | 75’ Diotalevi |

| Prato 4 maggio 1947 33ª giornata | Prato           | 0 – 0 | Mantova | Stadio Lungobisenzio\| Arbitro: \| Cappucci (Roma) \| |
| Arbitro:                         | Cappucci (Roma) |       |         |                                                       |

| 11 maggio 1947 34ª giornata |  | – Turno di riposo |  |  |

| Arbitro: | Cicardi (Lecco) |

|                            |           |  |
| Margonari 12’ Porcelli 90’ | Marcatori |  |

| Arbitro: | Casini (Palermo) |

|             |           |  |
| Perugini 8’ | Marcatori |  |

| Arbitro: | Gambarelli (Bergamo) |

|                                |           |  |
| Porcelli 49’ 83’ Trevisani 85’ | Marcatori |  |

| Arbitro: | Bernardi (Savona) |

|                |           |  |
| Varoli 44’ 81’ | Marcatori |  |

| Arbitro: | Orlandini (Roma) |

|                                       |           |             |
| Trevisani 19’ Porcelli 40’ (rig.) 51’ | Marcatori | 27’ Boscolo |

| Arbitro: | Valsecchi (Milano) |

|              |           |                      |
| Porcelli 73’ | Marcatori | 65’ Conti 88’ Adcock |

| Arbitro: | Prandi (Roma) |

|                         |           |                                                 |
| Pavese 11’ Coltella 73’ | Marcatori | 3’ (aut.) Toffanetti 30’ Frattini 42’ Trevisani |

| Arbitro: | Di Giovanni (Pescara) |

|                                      |           |                                        |
| Madini 15’ Porcelli 37’ 50’ Gola 67’ | Marcatori | 4’ Becagli 8’ Matassoni 17’ Caracciolo |